# Giuseppe Valadier
Pour les articles homonymes, voir Valadier.
Giuseppe Valadier est un architecte, urbaniste, archéologue italien, né le 14 avril 1762 à Rome, États pontificaux, et mort  dans la même ville le 1er février 1839. Il peut être considéré comme un des chefs de file du néo-classicisme en Italie.

## Biographie

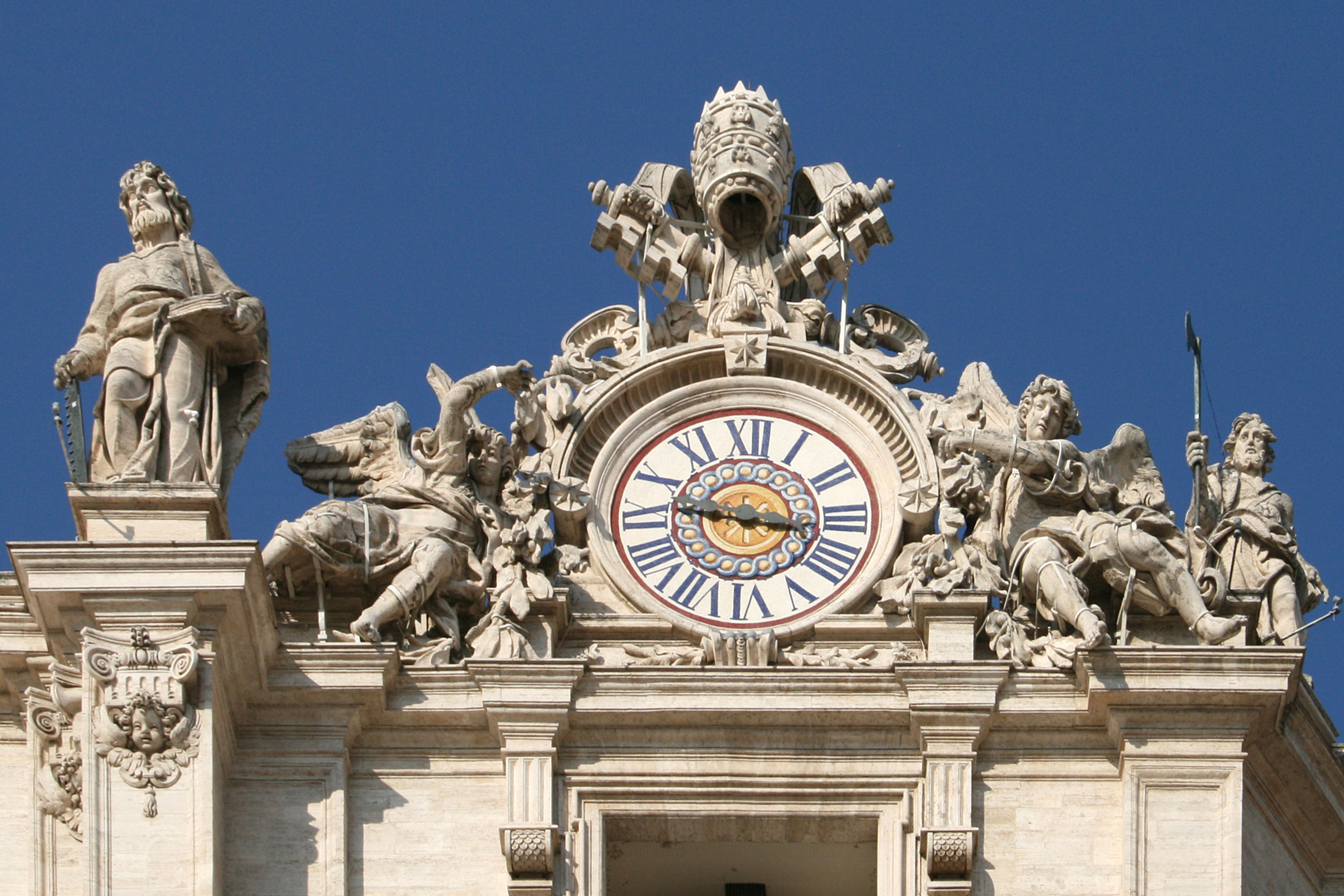
Horloge de la Basilique Saint-Pierre au Vatican.

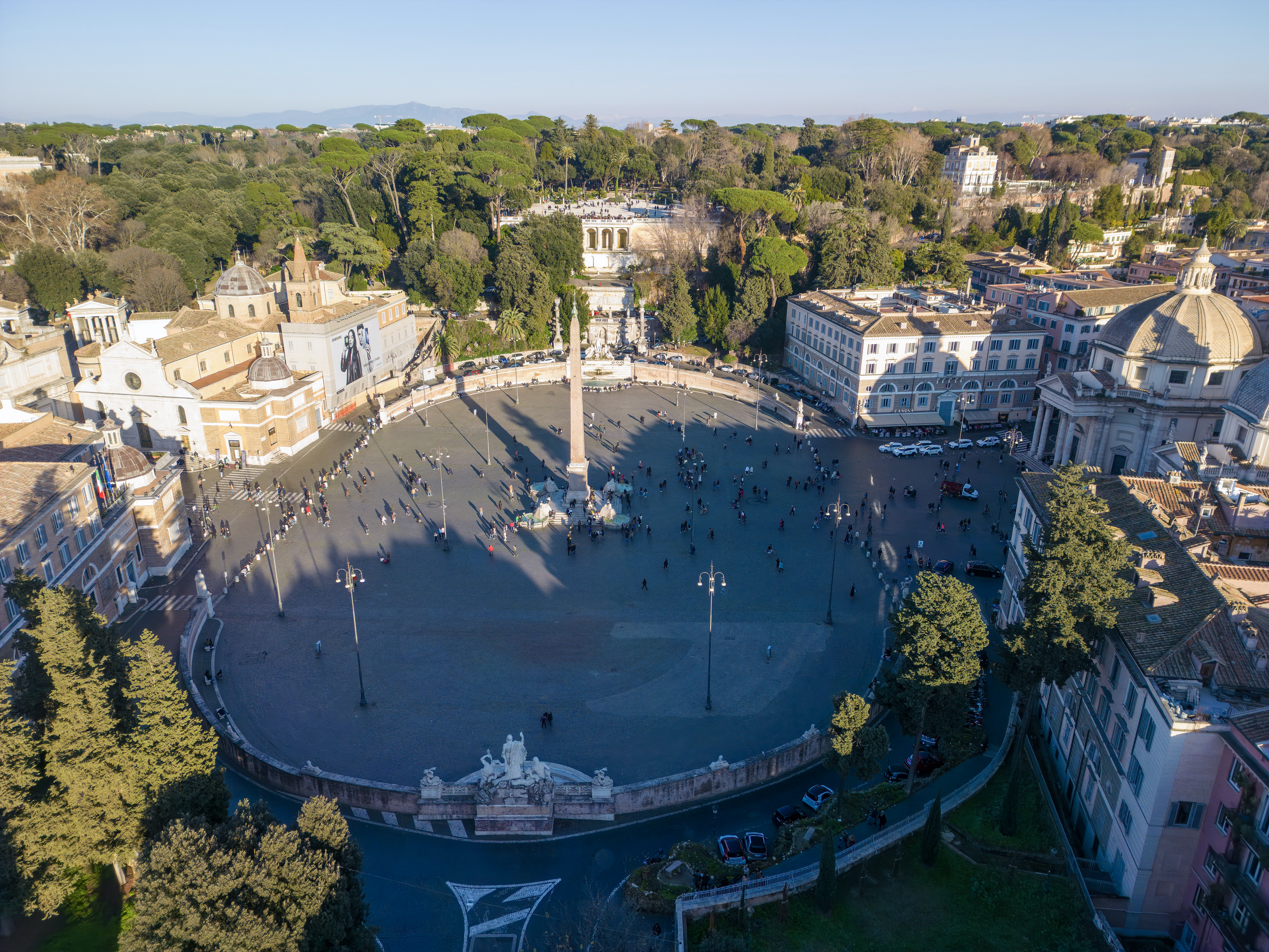
Piazza del Popolo, vue du Pincio.

Giuseppe Valadier est l'un des fils de l'orfèvre Luigi Valadier. Le talent d'architecte de Giuseppe Valadier est remarqué dès son plus jeune âge par l'accademia di San Luca. Il entre au service des États pontificaux en 1781, au service des papes Braschi, puis Pie VII.
Comme urbaniste, il aménage la via Flaminia en 1805. En 1810, pendant l'occupation française en Italie sous le Premier Empire, il est nommé directeur des travaux publics. Il définit un plan d'urbanisme pour la via dei Fori Imperiali, restructure la place de Saint-Jean-de-Latran, fait restaurer le patrimoine antique, dont le Colisée, l'arc de Titus et le temple de la Fortune Virile, s'occupe de l'architecture civile et militaire. 
Après plusieurs propositions de réaménagement, il fait construire la Piazza del Popolo de Rome entre 1816 et 1822, son projet le plus connu. Il s'occupe aussi des monuments des autres villes du département de Rome, à Todi, Terracina, Spolète, Rieti, Urbino. Il est alors professeur à l'Académie de San Luca. L'éditeur F. A. Visconti publie un recueil de gravures de ses plans.
A la chute de Napoléon, Rome redevient la capitale des États pontificaux. Il a été l'architecte officiel du prince Giovanni Torlonia. Il meurt le 1er février 1839 à Rome.

## Œuvres
- 1786-1790 : horloges de la façade de la basilique Saint-Pierre du Vatican
- 1793 : aménagement de la piazza del Popolo
- 1805 : reconstruction de l'arc triomphal fortifié du pont Milvius
- 1806 : façade de l'église San Pantaleo
- 1806 : Villa Torlonia (Rome)
- 1819-1822 : consolidation du Colisée et de l'arc de Titus